# 遁村五輪駅
遁村五輪駅（トゥンチョノリュンえき）は、大韓民国ソウル特別市江東区にあるソウル地下鉄9号線の駅。駅番号は937。

## 駅構造
島式ホーム1面2線を有する地下駅で、ホームドアが設置されている。

### のりば
| 上り | 9号線 | 総合運動場・新論峴・金浦空港・開花方面 |
| 下り | 9号線 | 中央報勲病院方面                       |

## 駅周辺
駅名の通り、江東区遁村洞と松坡区五輪洞の境界付近に位置する。
- 東北中学校（朝鮮語版）
- 東北高等学校
- 五輪中学校（朝鮮語版）
- 昌徳女子高等学校（朝鮮語版）
- 普成高等学校（朝鮮語版）
- 韓国体育大学校
- ソウル体育高等学校（朝鮮語版）

## 歴史
- 2018年8月9日 - 駅名を「遁村五輪駅」に確定[1]。
- 2018年12月1日 - 開業。

## 隣の駅
ソウル市メトロ9号線
 9号線
急行
通過
一般（各駅停車）
オリンピック公園 (936) - 遁村五輪駅 (937) - 中央報勲病院 (938)